# Lenawee County
Lenawee County je okres na jihu státu Michigan v USA. K roku 2000 zde žilo 98 890 obyvatel. Správním městem okresu je Adrian. Celková rozloha okresu činí 1 972 km².

## Sousední okresy
| Růžice kompasu | Jackson County    |                | Washtenaw County | Růžice kompasu |
| Růžice kompasu | Hillsdale County  | Sever          | Monroe County    | Růžice kompasu |
| Růžice kompasu | Hillsdale County  | Lenawee County | Monroe County    | Růžice kompasu |
| Růžice kompasu | Hillsdale County  | Jih            | Monroe County    | Růžice kompasu |
| Růžice kompasu | Fulton County, OH |                | Lucas County, OH | Růžice kompasu |